# 菁拱鄉
菁拱鄉，是四川省鄰水縣下轄的一個鄉鎮級行政單位。

## 沿革[1][2]
- 民國19年(1920年)，鄉改稱鄉公所，治城改為鼎屏鎮，東附城改為延聖鄉，南附城改為解慍鄉，西附城改為挹爽鄉，北附城改為拱極鄉。
- 民國24年(1935年)，拱極鄉改為菁拱鄉。
- 1949年12月，鼎屏區人民政府建立了菁拱鄉公所。1950年7月30日，鼎屏區改稱第一區後，菁拱鄉屬第一區(城北區)公所管轄。1953年4月24日，菁拱鄉公所改稱城北鄉人民政府。